# 207. vojaškoobveščevalna brigada (ZDA)
207. vojaškoobveščevalna brigada (izvirno angleško 207th Military Intelligence Brigade) je bila vojaškoobveščevalna brigada Kopenske vojske Združenih držav Amerike.

## Odlikovanja
- Meritorious Unit Commendation